# Star Screen Award/Beste Tongestaltung
Der Star Screen Award Best Audiography ist eine Kategorie des indischen Filmpreises Star Screen Award. Diese Kategorie zeichnet die Tongestaltung eines Filmes aus.
Der Star Screen Award Best Audiography wird von einer angesehenen Jury der Bollywoodfilmindustrie gewählt. Die Gewinner werden jedes Jahr im Januar bekanntgegeben.
Liste der Gewinner:
| Jahr | Film               | Gewinner                          |
| ---- | ------------------ | --------------------------------- |
| 1995 | 1942: A Love Story | Jitendra Chowdhary & Namita Nayak |
| 1996 | kein Preis         | kein Preis                        |
| 1997 | kein Preis         | kein Preis                        |
| 1998 | Virasat            | Deepan Chatterjee                 |
| 1999 | kein Preis         | kein Preis                        |
| 2000 | kein Preis         | kein Preis                        |
| 2001 | kein Preis         | kein Preis                        |
| 2002 | kein Preis         | kein Preis                        |
| 2003 | kein Preis         | kein Preis                        |
| 2004 | kein Preis         | kein Preis                        |
| 2005 | kein Preis         | kein Preis                        |
| 2006 | kein Preis         | kein Preis                        |
| 2007 | kein Preis         | kein Preis                        |
| 2008 | kein Preis         | kein Preis                        |